# Lockdown in Mauritius
Lockdown in Mauritius é um curta-metragem de 2020 em língua crioula mauriciana dirigido por Khem Ramphul e produzido pela FilmLab 360. Estrelado por Ashis Ramphul, Khem Ramphul, Sneha Gookool, Reshmee Jeetun, Olivier Victoire e Akeelesh Hurnauth, o filme foi inspirado por um curta-metragem feito por algumas celebridades de Bollywood durante a pandemia de COVID-19.

## Elenco
- Ashis Ramphul
- Khem Ramphul
- Sneha Gookool
- Reshmee Jeetun
- Olivier Victoire
- Akeelesh Hurnauth